# Haematopota takensis
Haematopota takensis är en tvåvingeart som beskrevs av Stone och Philip 1974. Haematopota takensis ingår i släktet Haematopota och familjen bromsar.
Artens utbredningsområde är Thailand. Inga underarter finns listade i Catalogue of Life.